# Завод азотних добрив у Бхаручі
Завод азотних добрив у Бхаручі – підприємство індійської хімічної промисловості, майданчик якого знаходиться на південному сході штату Гуджарат в районі міста Бхаруч.
Хімічним комплексом у Бхаручі володіє Gujarat Narmada Valley Fertilizers & Chemicals Limited (GNFC), власниками якої є уряд Гуджарату та належна тому ж штату компанія Gujarat State Fertilizers & Chemicals Limited (GSFC, має великий майданчик з виробництва добрив та нафтохімічних продуктів у Вадодарі).
У 1982 році на майданчику ввели в дію виробництво аміаку потужністю 446 тисяч тон на рік. Первісно воно базувалось на риформінгу важких фракцій нафти, втім, у 2010-му замовили модернізацію з метою продукувати чотири п’ятих аміаку на основі природного газу. Останній можливо отримувати із розташованого поруч газового хабу у Бхедбуті, через який проходять трубопроводи Схід – Захід та Хазіра – Дахедж.
В подальшому аміак використовують для вирообництва:
- сечовини (азотне добриво) в обсягах 637 тисяч тон на рік;
- 464 тисяч тон нітратної кислоти, з яких більша частина споживається у власних виробничих процесах, проте 140 тисяч тон призначені для продажу;
- аміачної селітри (азотне добриво), яку отримують шляхом реакції нітратної кислоти з аміаком. В подальшому частина аміачної селітри використовується для продукування 143 тисяч тон нітроамофосу (комплексне азотно-фосфорне добриво), а 170 тисяч тон призначені для продажу.
Крім того, майданчик доповнили кількома нафтохімічними виробництвами, вибір яких пояснювався інтеграцією зі вже існуючими потужностями:
- лінією метанолу, сировиною для якої є синтез-газ (отримують під час риформінгу вуглеводнів). Потужність заводу по цьому продукту становить 269 тисяч тон на рік, з яких 185 тисяч тон відносяться до товарної продукції, а інші споживаються в межах майданчику для виробництва оцтової кислоти (100 тисяч тон на рік, далі частково йде на виробництво 50 тисяч тон етилацетату) та мурашиної кислоти (20 тисяч тон на рік);
- виробництвом аніліну потужністю 35 тисяч тон на рік (на першому етапі процесу необхідна нітратна кислота, а на другому – водень);
- лінією толуендиізоціанату річною потужністю 14 тисяч тон (перша та друга стадії процесу також потребують нітратної кислоти та водню). Побічним продуктом при цьому є соляна кислота.
Завод має власне енергетичне господарство, яке може виробляти 58 МВт електроенергії та 60 тон пари на годину.